# 리틀 나이트 뮤직
리틀 나이트 뮤직(A Little Night Music)은 오스트리아에서 제작된 해롤드 프린스 감독의 1977년 영화이다. 엘리자베스 테일러 등이 주연으로 출연하였고 엘리엇 카스트너 등이 제작에 참여하였다.

## 출연

### 주연
- 엘리자베스 테일러
- 다이아나 리그
- 렌 카리오우
- 레슬리 앤 다운
- 헤르미온느 진골드
- 로렌스 귀타드
- 크리스토퍼 가드
- 레슬리 던롭
- 클로이 프랭크스
- 조나단 터닉
- 진 싱크레어

## 제작진
- Ass-PD: 데니스 홀트
- Line-PD: 오토 플래쉭스
- 의상: Florence Klotz
- 의상: 아이린 세러프